# Верхнесаитово
Верхнесаитово (баш. Үрге Сәйөт) — деревня в Кушнаренковском районе Республики Башкортостан Российской Федерации. Входит в состав Бакаевского сельсовета.

## История
В «Списке населенных мест по сведениям 1870 года», изданном в 1877 году, населённый пункт упомянут как деревня Верхне-Сеитова 2-го стана Уфимского уезда Уфимской губернии. Располагалась при речке Чермасане, по левую сторону Сибирского почтового тракта из Уфы, в 70 верстах от уездного и губернского города Уфы и в 35 верстах от становой квартиры в деревне Воецкая (Акбашева). В деревне, в 88 дворах жили 368 человек (184 мужчины и 184 женщины, тептяри — 73%), были мечеть, училище.

## География

### Географическое положение
Расстояние до:
- районного центра (Кушнаренково): 33 км,
- центра сельсовета (Бакаево): 7 км,
- ближайшей ж/д станции (Уфа): 91 км.

## Население
| 2002 | 2009 | 2010 |
| ---- | ---- | ---- |
| 253  | ↗275 | ↘242 |

Национальный состав
Согласно переписи 2002 года, преобладающие национальности — башкиры (70 %), татары (30 %).